# Spirobolellus cruentatus
Spirobolellus cruentatus är en mångfotingart som beskrevs av Henri W. Brölemann 1903. Spirobolellus cruentatus ingår i släktet Spirobolellus och familjen slitsdubbelfotingar. Inga underarter finns listade i Catalogue of Life.